# ハンス・フレーデマン・デ・フリース
ハンス・フレーデマン・デ・フリース（オランダ語: Hans Vredeman de Vries、1527年 - 1604年頃）は、オランダの建築家、画家。イタリアの建築家、セバスティアーノ・セルリオの建築理論をアルプス山脈以北に広めた。

## 略歴
レーワルデンで生まれた。父親は軍人であった。アムステルダムやカンペン、メヘレンで画家の修行をした。建築の方面に進み、メヘレンでカール5世とフェリペ2世を迎える凱旋門の装飾に関わった。帝政ローマ初期の建築家・建築理論家ウィトルウィウスの建築理論書、『建築について(De architectura デ・アーキテクチュラ)』や、イタリアのマニエリスムの建築家、セバスティアーノ・セルリオ(1475年-1554年)の建築理論書をピーテル・ファン・アールストのオランダ語翻訳書で学んだ。1560年代になって、建築に関する著作を始めた。
1585年にカトリック派のパルマ公アレッサンドロ・ファルネーゼが率いるスペイン軍がアントウェルペンを占領すると、オランダを離れ、ヨーロッパ各地で活動した。
絵画の分野では建築画やカプリッチョと呼ばれる架空の建築を描く絵画を描いた。

## 著作
- Veelderleij dieverse termen op de V ordene der Edificien ... / geinuenteert duer Johannes Vreedman Vriese (1565)
- Architectura. 3e stuk. De oorden Tuschana, in tween ghedeylt in XII. stucken, bequaem en nutteliick voor alle ingenieuse bouwers, als metsers, steenhouwers ende andere liefhebbers der antiquer architecturen / Gheinventeert ende ghemaect naer de leeringhe Vitruvii ; by Hans Vredeman de Vriese (1577)
- Hortorum viridariorumque... formae (1583)
- Perspective (1604)

## 絵画作品

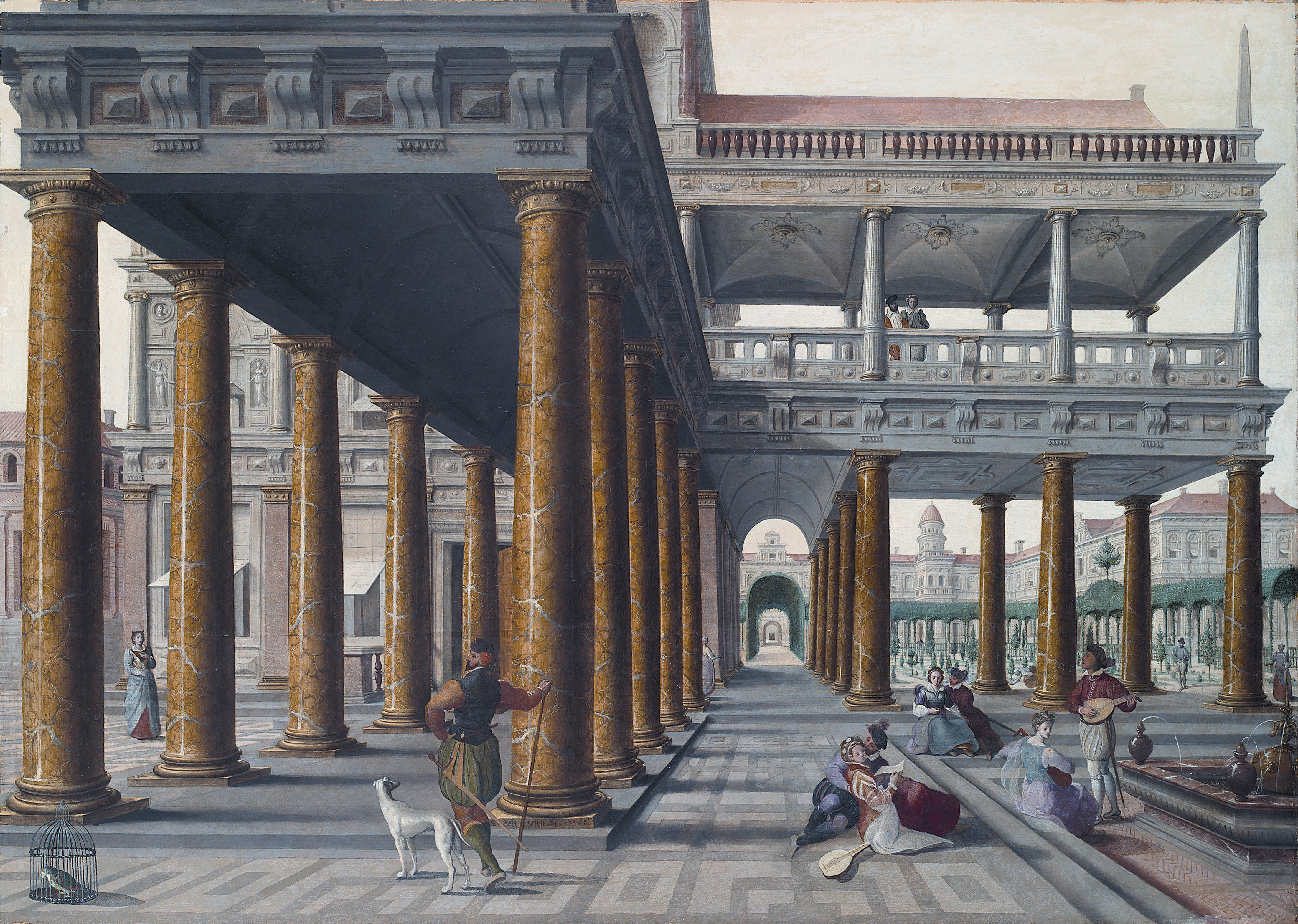
カプリッチョ
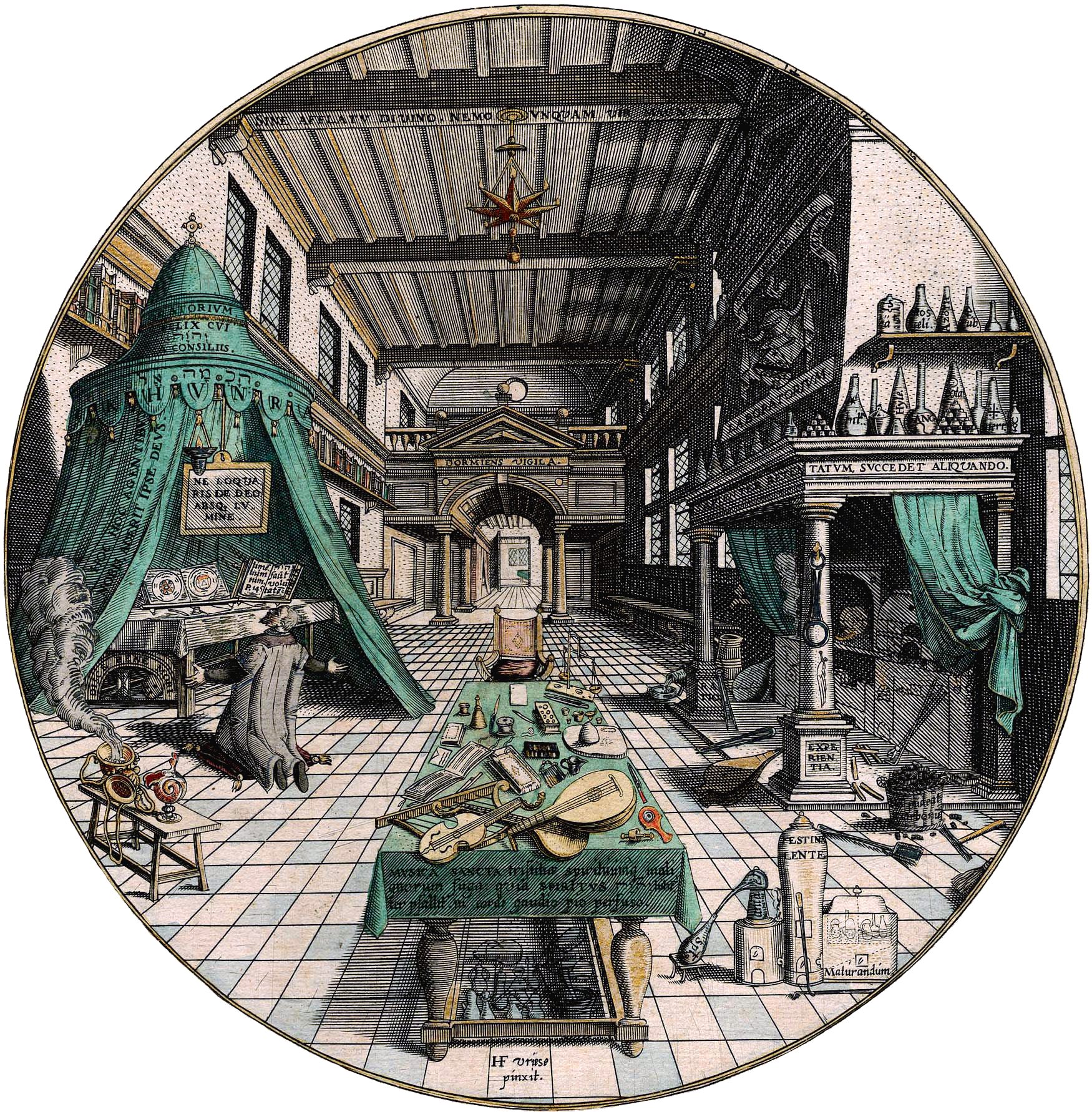
「錬金術師の実験室」エングレービング、1595年
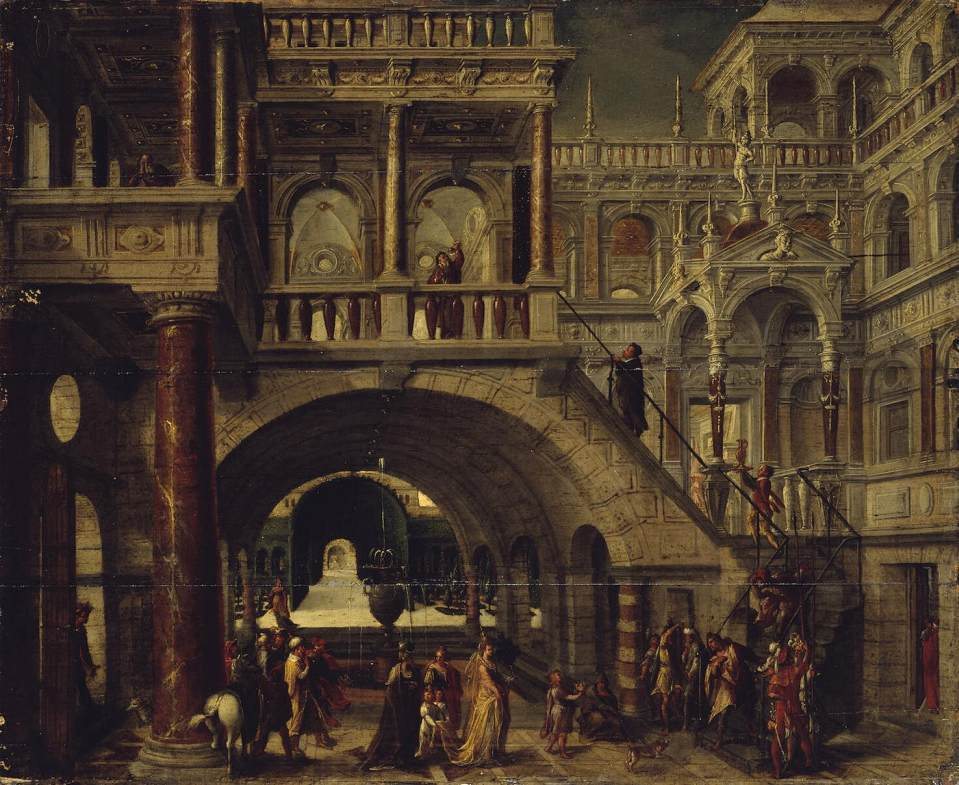
「建築景観」木板パネルに油彩、16世紀後半、エルミタージュ美術館蔵